# Nataliya Perlova
Nataliya Perlova –en ucraniano, Наталия Перлова– (Dnipropetrovsk, URSS, 1975) es una deportista ucraniana que compitió en escalada, especialista en la prueba de bloques. Ganó dos medallas en el Campeonato Mundial de Escalada, plata en 2003 y bronce en 2001.

## Palmarés internacional
| Campeonato Mundial | Campeonato Mundial | Campeonato Mundial | Campeonato Mundial |
| Año                | Lugar              | Medalla            | Prueba             |
| ------------------ | ------------------ | ------------------ | ------------------ |
| 2001               | Winterthur (Suiza) | Medalla de bronce  | Bloques            |
| 2003               | Chamonix (Francia) | Medalla de plata   | Bloques            |